# Милан Симовић (генерал)
Милан Симовић Зека (Витковац, код Краљева, 3. фебруар 1917 — Београд, 9. јун 1988) био је учесник Народноослободилачке борбе и генерал-пуковник авијације-пилот ЈНА. Од 5. јануара 1970. до 19. јула 1972. године обављао је дужност команданта Ратног ваздухопловства и противваздушне одбране СФРЈ.

## Биографија
Рођен је 3. фебруара 1917. године у селу Витковцу, код Краљева. Потицао је из сиромашне земљорадничке породице.
Завршио је Ваздухопловну подофицирску школу у Петроварадину и стекао чин наредника-пилота. Након Априлског рата и окупације Југославије, 1941. године је избегао заробљавање и августа 1941. године ступио у Краљевачки партизански одред, где је био на дужностима заменика команданта (командант Одреда је био Павле Јакшић) и команданта једног батаљона. У чланство Комунистичке партије Југославије (КПЈ) примљен је 11. децембра 1941. године.
Након Прве непријатељске офанзиве и повлачења главнине партизанских снага у Санџак, крајем 1941. године, ступио је у тада формирану Прву пролетерску ударну бригаду, у њен Четврти краљевачки батаљон, где је био командир Четврте рударске чете. Након формирања Прве пролетерске дивизије, новембра 1942. године, био је шеф њеног Обавештајног одсека. Када је октобра 1943. године у Ливну при Врховном штабу НОВ и ПОЈ формирана Прва ваздухопловна база, постао је заменик команданта. Од априла 1944. године је био командант Прве ваздухопловне базе, а од 29. октобра 1944. до јула 1945. године начелник Персоналног одељења Команде Ратног ваздухопловства ЈА и вршилац дужности политичког комесара Ратног ваздухопловства.

### Послератни период
Године 1946. је с групом официра упућен на школовање у Совјетски Савез, где се до 1948. године школовао на Вишој војној академији. По повратку у Југославију, у Ратном ваздухопловству и противваздушној одбрани (РВ и ПВО) је обављао разне одговорне дужности. Био је начелник Првог одељења Команде РВ, командант ваздухопловне дивизије, начелник Штаба авио-корпуса, директор Југословенског аеротранспорта (ЈАТ) у два наврата, од 1956. до 1959. и од 1960. до 1963, начелник Четврте управе Команде Ратног ваздухопловства, помоћник команданта РВ и ПВО за позадину, начелник Штаба Команде РВ и ПВО и командант РВ и ПВО, од 5. јануара 1970. до 19. јула 1972. године. Истовремено са овом функцијом, обављао је дужност помоћника Савезног секретара за народну одбрану СФРЈ, генерала Николе Љубичића. Од 1972. до пензионисања 1977. године налазио се на дужностима у Савезном секретаријату за народну одбрану (ССНО). Завршио је Вишу војну ваздухопловну академију ЈНА и Курс оператике ЈНА.
У чин капетана је унапређен 1. маја 1943. године, када су уведени први чинови у НОВЈ, потом је у чин мајора унапређен 1. новембра 1943, а у чин потпуковника 1. октобра 1944. године. Након рата, у чин пуковника је унапређен 21. маја 1949, чин генерал-мајора 1957, генерал-потпуковника 1959. и у чин генерал-пуковника 1970. године. Активна војна служба му је престала 31. децембра 1977. године.
Преминуо је у Београду, 9. јуна 1988. године и сахрањен је у Алеји заслужних грађана на Новом гробљу у Београду.
Носилац је Партизанске споменице 1941. и других југословенских одликовања, међу којима су — Орден заслуга за народ за златном звездом, Орден народне армије са ловоровим венцем, Орден за војне заслуге са великом звездом, Орден партизанске звезде са сребрним венцем, Орден братства и јединства са сребрним венцем, Орден народне армије са златном звездом, Орден за храброст и Орден народне армије са сребрном звездом, као и златног пилотског знака.